# مايك بوشارد
مايك بوشارد (بالإنجليزية: Mike Bouchard)‏ هو شريف أمريكي، ولد في 12 أبريل 1956 في فلينت في الولايات المتحدة.